# Sony Ericsson W610i

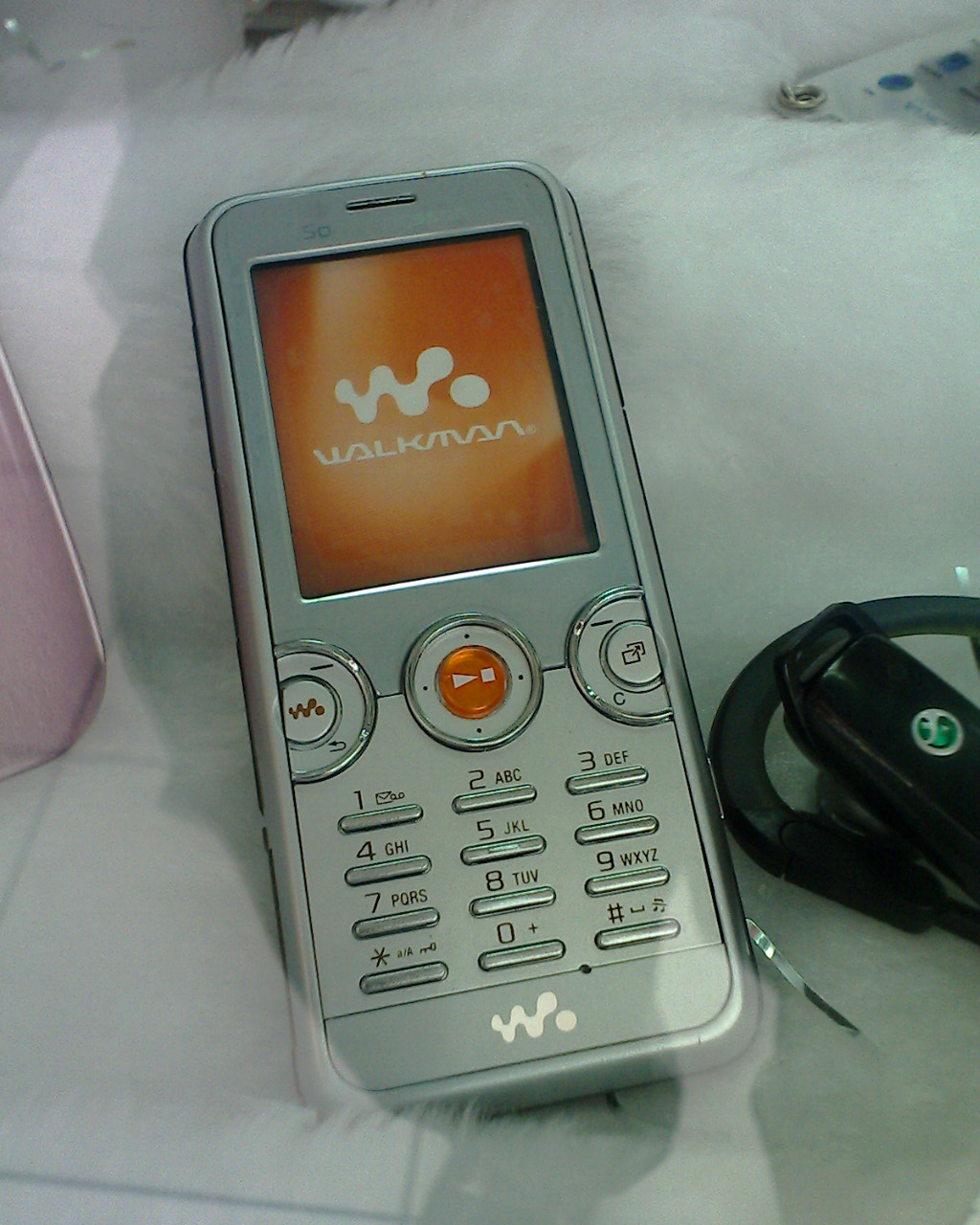
Sony Ericsson W610i

Sony Ericsson W610i je mobilní telefon firmy Sony Ericsson z řady „W“ (Walkman). Má 2,0 megapixelový fotoaparát a dvoudiodové přisvětlení. Podle někoho[kým?] je to nejlepší mobilní telefon pro přehrávání zvuku a hudby. Problémem je, že konektor k přímému připojení k počítači se velmi často a velmi snadno ničí a po čase nemůžete přenášet data. Tento telefon není vhodný pro připojování k PC. Má také tendenci "sekat" se při startu.
Špatné je ovládání bluetooth s PC jelikož se dá připojit jen "na dobré slovo". Po čase se vám nepodaří připojit telefon vůbec.